# Normance
Normance (sur-titré Féerie pour une autre fois II) est un roman de Louis-Ferdinand Céline publié aux éditions Gallimard en 1954.

## Écriture du roman
Ce roman est la suite directe du livre Féerie pour une autre fois publié deux années auparavant et reprenant le récit dans le prolongement immédiat du précédent volume. L'écriture des deux volumes ne peut être disjointe et s'étala durant les années d'exil et de prison de Céline au Danemark. À son retour en France en juillet 1951, il reprend son travail de « polissage » et fait paraître en deux volumes un ouvrage qui était pensé au départ comme unitaire.
Bien qu'intitulé Normance, le surtitre de Féerie pour une autre fois II, indique ainsi clairement la filiation. Initialement ce roman devait porter le titre court de Féerie II jusqu'à ce que Gaston Gallimard convainque l'auteur après la remise du manuscrit le 2 avril 1954 d'adopter le titre final, en raison de l'échec flagrant des ventes du premier tome. L'impression des exemplaires est achevée le 10 juin 1954 et les livres sont mis en vente entre le 25 et le 30 juin.
Le roman est dédié à Pline l'Ancien – en raison de la similitude que l'auteur met dans cette œuvre avec la description faite par Pline le Jeune de l'éruption du Vésuve qui anéantit Pompéi et provoque la mort de son oncle Pline l'Ancien –, ainsi qu'à son éditeur Gaston Gallimard.

## Résumé
Ferdinand, sortant malade de chez Jules, rentre chez lui dans l'immeuble d'en face de la rue Girardon où il chute dans la cage de l'ascenseur et est porté chez lui. De là, il va subir avec sa femme Lili et le chat Bébert une nuit entière de bombardement des Forces alliées sur la capitale en juin 1944 et plus particulièrement sur la butte Montmartre qui tremble de son sommet à ses tréfonds sous l'effet des bombes. S'ensuivra un délire exubérant et baroque de l'écrivain qui, assailli de toutes parts, attribuant à « Jules la gondole » perché sur la dunette du Moulin de la Galette le rôle de chef d'orchestre des bombardements, finit par trouver refuge dans la loge de la concierge où l'ensemble des habitants de l'immeuble, Normance en tête, l'agressent physiquement et cherchent, croit-il dans ses bouffées paranoïaques, à l'éliminer. Au petit jour, Ferdinand est remonté chez lui par Ottavio où il retrouve Lili et leur chat. Toujours en plein délire, il retrouve dans l'immeuble d'à côté l'acteur Norbert en tenue de soirée attendant, mutique, l'arrivée du Pape, de Churchill, et de Roosevelt. Finissant par fuir son appartement avec sa femme, il se retrouve dans la rue tentant tant bien que mal de regagner le versant nord de la butte et la station de métro Lamarck - Caulaincourt avec la concierge Toiselle qui ramasse des centaines de feuillets de Céline qui tombent du ciel.

## Principales éditions
- Normance (Féerie pour une autre fois, II), éditions Gallimard, 1954
- in Romans, tome IV, Bibliothèque de la Pléiade, éditions Gallimard, 1993  (ISBN 978-2-07-011336-1).